# ナイト・スリーパーズ ダム爆破計画
『ナイト・スリーパーズ ダム爆破計画』（原題:Night Moves）は2013年に公開されたアメリカ合衆国のドラマ映画である。監督はケリー・ライヒャルト、主演はジェシー・アイゼンバーグが務めた。本作は日本国内で劇場公開されなかったが、2014年12月5日にDVDが発売された。

## ストーリー
急進的な環境保護論者のジョシュとディーナはボートを購入し、それをハーモンの元に届けた。ハーモンは海軍に所属していたことがあり、爆弾に関する知識が豊富だった。3人は肥料を使って即席の爆弾を作り、それをボートに載せ、環境を破壊しているダムを爆破しようとしていたのである。その日の夜、3人は計画通りにダムを爆破し、ハーモンはジョシュとディーナに別れを告げた。道中、ジョシュとディーナは警察に呼び止められたが、何とかその場を切り抜けることができた。帰宅後、3人は二度と連絡を取り合わないことで合意した。
翌日、ジョシュが農場に出勤すると、同僚たちがダム爆破事件について話をしているのが耳に入った。彼らによると、ダムの近くでキャンプをしていた男性が行方不明になったのだという。ほどなくして、ジョシュの元にハーモンから電話がかかってきた。ハーモンは「ディーナが一般人に被害を与えてしまったことに動揺している。あの様子を見るに、彼女が警察に自首してもおかしくはない」とジョシュに言った。ジョシュは直ちにディーナを訪ね、警察に自首しないよう強く言い聞かせた。
その後、ジョシュは同僚たちからダム爆破への関与を疑われ、辞職せざるを得ない状態に追い込まれた。そんな折、ジョシュは行方不明になった男性が溺死体で発見されたこと知った。「犠牲者が出たとなれば、ディーナは自首するに違いない」と考えたジョシュは、彼女が勤務するスパを訪れ、再度強い口調で警告した。ディーナはその場から逃げ出してサウナに身を潜めたが、ジョシュに見つかってしまい、口封じのために殺された。
ジョシュはハーモンに電話をし「ディーナを殺してしまった」と涙ながらに伝えたが、ハーモンは「失せろ。二度と俺に電話をかけてくるな」と冷たくあしらった。ジョシュは携帯電話を破壊し、そのままキャンプ用品店の採用面接へと向かうのだった。

## キャスト
- ジェシー・アイゼンバーグ - ジョシュ
- ダコタ・ファニング - ディーナ
- ピーター・サースガード - ハーモン
- アリア・ショウカット - サプライズ
- ローガン・ミラー - ディラン
- カイ・レノックス - ショーン
- キャサリン・ウォーターストン - アン
- バリー・デル・シャーマン - コーサー
- ジェームズ・レグロス - 事務員

## 製作
2012年8月10日、ケリー・ライヒャルト監督の新作映画にピーター・サースガードが出演することになり、ジェシー・アイゼンバーグとダコタ・ファニングが同作の出演交渉に臨んでいるとの報道があった。同年秋、本作の主要撮影がオレゴン州で始まった。ダムでのシーンはクラマス山脈にあるギャレスヴィル貯水池で撮影が行われた。
2013年4月9日、ジェフ・グレイスが本作で使用される楽曲を手掛けるとの報道があった。2014年6月3日、ミラン・レコーズが本作のサウンドトラックを発売した。

### 騒動
2012年9月、エドワード・R・プレスマン・フィルムが本作の製作を取りやめるよう求める訴訟を起こした。本作のストーリーが同社が映画化権を保有している小説『爆破 モンキーレンチギャング』（著者:エドワード・アビー）のストーリーに酷似していたためである。原告側は本作と同小説が「肥料を原材料にした爆弾でダムを爆破する」「爆弾の製作を主導した男性は大酒飲みで、軍隊に所属していた頃に爆弾に関する知識を習得した」などの共通点を有していると主張した。翌年、両者は交渉の末に和解した。

## 公開・興行収入
2013年8月31日、本作は第70回ヴェネツィア国際映画祭でプレミア上映された。9月5日には、ドーヴィル・アメリカ映画祭での上映が行われ、グランプリに輝いた。8日、第38回トロント国際映画祭で本作の上映が行われた。20日、シネディグムが本作の全米配給権を獲得したとの報道があった。2014年3月27日、本作のオフィシャル・トレイラーが公開された。5月30日、本作は全米2館で限定公開され、公開初週末に2万1488ドル（1館当たり1万744ドル）を稼ぎ出し、週末興行収入ランキング初登場56位となった。

## 評価
本作は批評家から好意的に評価されている。映画批評集積サイトのRotten Tomatoesには149件のレビューがあり、批評家支持率は86%、平均点は10点満点で7.2点となっている。サイト側による批評家の見解の要約は「キャスティングは見事で、ケリー・ライヒャルト監督の演出もなかなか良い。『ナイト・スリーパーズ ダム爆破計画』はキャラクター本位のユニークなスリラー映画であり、観客の心に響くドラマを展開することで思考を喚起する主題を捌ききっている。」となっている。また、Metacriticには36件のレビューがあり、加重平均値は75/100となっている。